# Кинематограф Норвегии
Кинематограф Норвегии — отрасль культуры и экономики Норвегии, занимающаяся производством и демонстрацией фильмов зрителям.
Производство кинофильмов в Норвегии началось в 1907 году, первым фильмом был «Fiskerlivets farer» режиссёра Julius Jaenzon.
В 1920-е годы снимались преимущественно экранизации литературных произведений. В 1921 году снят фильм «Соки земли» — первая норвежская экранизация произведений Кнута Гамсуна.
Фильмы «Вынужденная посадка», «Девять жизней», «Окружение» сняты норвежским режиссёром А. Скоуэном. Фильм «Девять жизней» в 1957 году был номинирован на премию «Оскар» как лучший фильм на иностранном языке.
В 1968 году кинематографисты Норвегии совместно с СССР сняли совместный фильм «Всего одна жизнь» (норв. Bare et liv – Historien om Fridtjof Nansen) (режиссёр С. Г. Микаэлян) о жизни Фритьофа Нансена.
В 1985 году вышел ещё один совместный фильм — «И на камнях растут деревья» (режиссёры: Станислав Ростоцкий и Кнут Андерсен, киностудии Norsk Film A/S и им. М. Горького).

## Персоналии

### Кинорежиссёры
- Эриксен, Беате
- Лиен, Йенс

### Актёры
Норвежские актёры снимаются в совместных Российско-норвежских фильмах и фильмах российских режиссёров: Петронелла Баркер в фильме «И на камнях растут деревья», Мария Бонневи в фильме «Изгнание» Андрея Звягинцева.
Одной из самой известных норвежских актрис является Лив Ульман.